# Нодавеј (Ајова)
Нодавеј (енгл. Nodaway) град је у америчкој савезној држави Ајова. По попису становништва из 2010. у њему је живело 114 становника.

## Демографија
Према попису становништва из 2010. у граду је живело 114 становника, што је -18 (-13.6%) становника више него 2000. године.
| Група             | 2000.        | 2010.       |
| Белци             | 132 (100.0%) | 112 (98,2%) |
| Афроамериканци    | 0 (0,0%)     | 0 (0,0%)    |
| Азијати           | 0 (0,0%)     | 0 (0,0%)    |
| Хиспаноамериканци | 0 (0,0%)     | 0 (0,0%)    |
| Укупно            | 132          | 114         |